# 펄 매키
펄 매키(영어: Pearl Mackie, 1987년 5월 29일 ~ )는 잉글랜드의 배우로, 드라마 《닥터 후》의 동행자 빌 포츠 역을 맡게 되었다.

## 영화
- 호라이즌 라인

## TV 출연
- 닥터 후

## 라디오 방송
- 위대한 유산
- 로미오와 줄리엣

## 연극
- 실수 연발
- 생일 파티 (희곡)